# Glochidion azaleon
Glochidion azaleon är en emblikaväxtart som beskrevs av Airy Shaw. Glochidion azaleon ingår i släktet Glochidion och familjen emblikaväxter. Inga underarter finns listade i Catalogue of Life.